# Kalirejo (Dukun)
Kalirejo is een bestuurslaag in het regentschap Gresik van de provincie Oost-Java, Indonesië. Kalirejo telt 1323 inwoners (volkstelling 2010).